# Сборная Доминиканской Республики по футболу
Сборная Доминиканской Республики (исп. Selección de fútbol de República Dominicana) — национальная футбольная сборная, представляющая Доминиканскую Республику на международных матчах по футболу. Контролируется Федерацией футбола Доминиканской Республики. По состоянию на 27 мая 2021 года в рейтинге ФИФА сборная занимает 156-е место.

## Чемпионат мира
- 1930 до 1974 — не участвовала
- 1978 — не прошла квалификацию
- 1982 до 1990 — не участвовала
- 1994 до 2026 — не прошла квалификацию

## Золотой кубок КОНКАКАФ
- 1991 до 1996 — не прошла квалификацию
- 1998 — не завершила квалификацию
- 2000 до 2003 — не прошла квалификацию
- 2005 до 2007 — не завершила квалификацию
- 2009 — не участвовала
- 2011 до 2023 — не прошла квалификацию